# 博塞茹爾堡戰役
博塞茹爾堡戰役（英語：Battle of Fort Beauséjour）是一場發生在希格内克托地峡的戰役，標誌著勒盧特爾神父之戰的終結，以及英國於七年戰爭中，在阿卡迪亞/新斯科舍戰區的攻勢的開始，亦導致法蘭西殖民帝國最終被趕出北美。
1755年6月3日，羅伯特·蒙克頓中校率領的一支英國軍隊從附近的勞倫斯堡出發，圍攻博塞茹爾堡的小型法國駐軍，目標是讓英國控制希格内克托地峡。控制地峽對法國人來說至關重要，因為它是魁北克和路易斯堡之間冬季時唯一的通道。經過兩星期的圍攻，守城的指揮官路易斯·杜邦·杜尚邦·德維爾戈爾在6月16日向英軍投降。

### 文獻
- Hand, Chris M. . Fredericton: Goose Lane Editions/New Brunswick Military Heritage Project. 2004. ISBN 0-86492-377-5.